# Cerkniško jezero (Vogelschutzgebiet)
Das europäische Vogelschutzgebiet Cerkniško jezero liegt auf dem Gebiet der Gemeinde Cerknica im Süden Sloweniens. Das etwa 33,5 km² große Vogelschutzgebiet umfasst den Cerknica-See und seine Umgebung. Es handelt sich um die größte Polje in Slowenien. Der nur periodisch wasserführende See hat eher den Charakter einer überschwemmten Ebene als den eines echten Sees. Für gewöhnlich fällt er im Sommer und in der späten Wintersaison trocken. Bei Herbstregen und nach der Frühlingsschneeschmelze füllt er sich wieder. Bei voller Ausdehnung kann der See bis zu 26 km² bedecken. Das Gebiet ist ein wichtiger Brutplatz für Wiesen- und Röhrichtbrüter sowie ein bedeutendes Überwinterungsgebiet für Wasservögel.
Das Gebiet grenzt im Südwesten unmittelbar an das Vogelschutzgebiet Snežnik-Pivka.

## Schutzzweck
Folgende Vogelarten sind für das Gebiet gemeldet; Arten, die im Anhang I der Vogelschutzrichtlinie geführt sind, sind mit * gekennzeichnet:
| Bild              | Anhang I | EU Code | Art               | wissenschaftlicher Name    |
| ----------------- | -------- | ------- | ----------------- | -------------------------- |
| Drosselrohrsänger | *        | A298    | Drosselrohrsänger | Acrocephalus arundinaceus  |
| Schilfrohrsänger  |          | A295    | Schilfrohrsänger  | Acrocephalus schoenobaenus |
| Feldlerche        |          | A247    | Feldlerche        | Alauda arvensis            |
| Löffelente        |          | A056    | Löffelente        | Anas clypeata              |
| Purpurreiher      | *        | A029    | Purpurreiher      | Ardea purpurea             |
| Moorente          | *        | A060    | Moorente          | Aythya nyroca              |
| Rohrdommel        | *        | A021    | Rohrdommel        | Botaurus stellaris         |
| Karmingimpel      |          | A371    | Karmingimpel      | Carpodacus erythrinus      |
| Trauerseeschwalbe | *        | A197    | Trauerseeschwalbe | Chlidonias niger           |
| Schwarzstorch     | *        | A030    | Schwarzstorch     | Ciconia nigra              |
| Schlangenadler    | *        | A080    | Schlangenadler    | Circaetus gallicus         |
| Rohrweihe         | *        | A081    | Rohrweihe         | Circus aeruginosus         |
| Kornweihe         | *        | A082    | Kornweihe         | Circus cyaneus             |
| Wiesenweihe       | *        | A084    | Wiesenweihe       | Circus pygargus            |
| Wachtelkönig      | *        | A122    | Wachtelkönig      | Crex crex                  |
| Silberreiher      | *        | A027    | Silberreiher      | Egretta alba               |
| Rotfußfalke       | *        | A097    | Rotfußfalke       | Falco vespertinus          |
| Bekassine         |          | A153    | Bekassine         | Gallinago gallinago        |
| Grauer Kranich    | *        | A127    | Grauer Kranich    | Grus grus                  |
| Seeadler          | *        | A075    | Seeadler          | Haliaeetus albicilla       |
| Neuntöter         | *        | A338    | Neuntöter         | Lanius collurio            |
| Rohrschwirl       |          | A292    | Rohrschwirl       | Locustella luscinioides    |
| Zwergsäger        | *        | A068    | Zwergsäger        | Mergus albellus            |
| Großer Brachvogel |          | A160    | Großer Brachvogel | Numenius arquata           |
| Kampfläufer       | *        | A151    | Kampfläufer       | Philomachus pugnax         |
| Rothalstaucher    |          | A006    | Rothalstaucher    | Podiceps grisegena         |
| Kleines Sumpfhuhn | *        | A120    | Kleines Sumpfhuhn | Porzana parva              |
| Tüpfelsumpfhuhn   | *        | A119    | Tüpfelsumpfhuhn   | Porzana porzana            |
| Wasserralle       |          | A118    | Wasserralle       | Rallus aquaticus           |
| Braunkehlchen     |          | A275    | Braunkehlchen     | Saxicola rubetra           |
| Sperbergrasmücke  | *        | A307    | Sperbergrasmücke  | Sylvia nisoria             |
| Bruchwasserläufer | *        | A166    | Bruchwasserläufer | Tringa glareola            |
| Rotschenkel       |          | A162    | Rotschenkel       | Tringa totanus             |